# 山根星子
山根 星子（やまね ほしこ、Hoshiko Yamane、1981年4月4日 - ）は、日本の女性音楽家、ヴァイオリニスト、擦弦楽器奏者、作曲家。大阪府出身。ベルリン在住。
ドイツの代表的な電子音楽グループ「タンジェリン・ドリーム」のメンバー。他のプロジェクト参加や、ソロアーティストとしても活動している。

## 略歴

### 学生時代（ - 2010年）
東大阪市出身。4歳からクラシック音楽やヴァイオリンなどを習っていた。地元の大阪府立夕陽丘高等学校・音楽科を卒業後、愛知県立芸術大学・音楽学部（器楽学科）に進学。同大学院にまで進む。在学中ドイツに度々出掛け、留学を視野に現地の状況をリサーチしたり講習などを受けていた。
2006年、大学院の修士課程修了後に渡独して首都ベルリンに在住。個人レッスンや語学学校にも通いながら各音大を受験して、北部のロストック音楽大学に合格し、2007年から在学する。ブランデンブルク国立管弦楽団の研修機会を得たり、ベルリン交響楽団に参加するなど優秀な成績を修め、同校を首席で卒業する。
その間、現地のクラブミュージックなど電子音楽に傾倒するようになり、2007年に前衛的な演劇作品に参加。2009年には、同じドイツで活動していた日本人ダンサー 木村千津とコンテンポラリーダンス・プロジェクト「Tansik」を開始するなど、在学中の頃から現地ミュージシャンとの交流を深める。
そして翌2010年、クラングシュタイン奏者ユルゲン・ハイデマンとペアを組み、ニューエイジ系のプロジェクト「KiSeki」を開始。このユルゲンとの縁で翌年にドイツ電子音楽の重鎮、エドガー・フローゼ（タンジェリン・ドリーム主宰）と出会う。

### タンジェリン・ドリーム在籍 〜 以降（2011年 - ）
2011年、ドイツの電子音楽グループ「タンジェリン・ドリーム」のツアーに、エレクトリック・ヴァイオリンの奏者として参加し、そのまま正式メンバーとなる。その後も同グループのアルバムや、個人のプロジェクトで作品の発表を重ねる。
その他にもジェーン・バーキンのワールドツアー参加をはじめ、ブライアン・メイ、中島ノブユキら様々なミュージシャンと共演。クラシック音楽の分野でも引き続き、オーケストラ「ベルリン交響楽団」の日本ツアーに参加。作曲家としても映画音楽のプロダクション『Decca Publishing』に所属し、舞踏デュオ・モティマル (Motimaru) の音楽を担当するなど、多くの舞台作や映像作品に楽曲を提供した。
2015年、自身を見出してくれた恩師、タンジェリン・ドリーム主宰のエドガー・フローゼが死去。残されたメンバーと共にエドガーの遺志を引き継ぎ、同バンドの活動を継続している。同年、日本にて凱旋ライブを実施。
2017年、初のソロ名義作品『A Story of a Man』をリリース。以降からソロ作の発表も重ねている。
2023年2月、ソロ新作に伴う8年ぶりの日本凱旋ツアーを1ヶ月間に渡り開催。これまで縁のあった関係者とのコラボやセッションを数多く行った。さらに年末には、母校・愛知県立芸術大学主催のソロライブが実現した。

## 人物・エピソード

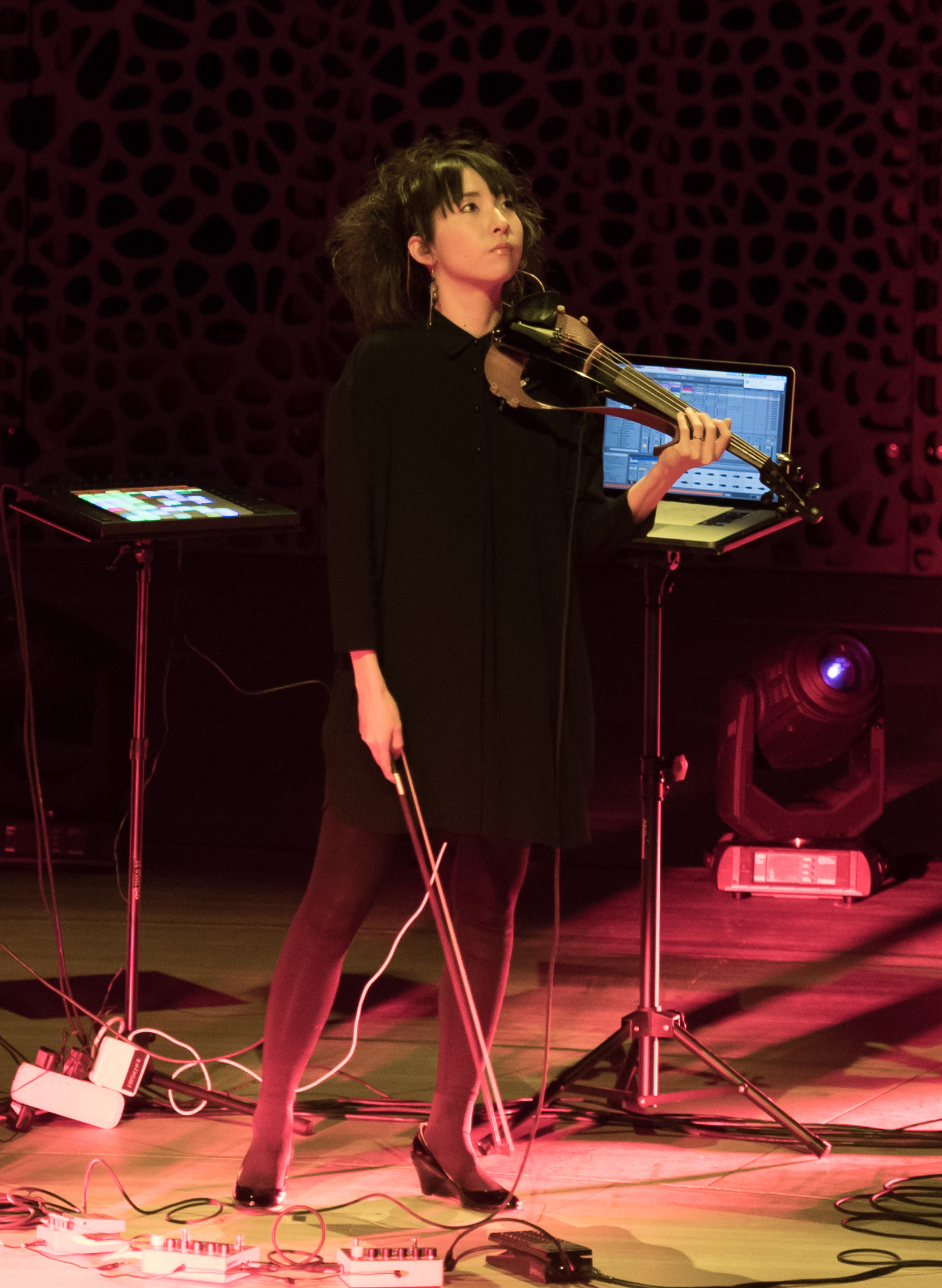
タンジェリン・ドリーム - ドイツ・ハンブルク公演（2018年2月）

日常会話は大阪弁のイントネーションで話す。学生時代には「L'Arc〜en〜Ciel」のファンであった。
王道のクラシック音楽を背景に持ちながら、道から外れたアーティストに憧れていた。当初は日本のポピュラーなアーティストぐらいしか知らなかったが、ドイツに渡ってから現地のクラブカルチャーに衝撃を受け、電子音楽に傾倒していった。ただし、タンジェリン・ドリームなどの現代音楽を職業としながらも「クラシックを辞めたつもりはない」とも答えている。
ドイツの音楽系大学には各国から希望者が集うために入試倍率は非常に高く、特に首都ベルリンの音大入学は狭き門であった。合格したロストック音楽大学も約20倍（100人中5人合格の割合）の競争率で、そのため住居（ベルリン）から片道3時間かかる場所であったが妥協したと明かしている。
欧州の有名歌手ジェーン・バーキンのワールドツアー参加については、パリに住む友人から日本人ヴァイオリニスト募集の情報を受け、当時ジェーンのツアーメンバーだった中島ノブユキの仲人で実現した。ジェーンを例えるなら「常にピンク色に満ちていた」と印象を述べている。

## 参加グループ / 連名プロジェクト
Tansik（2009年 - ）
ダンサー 木村千津とのコンテンポラリーダンス・ユニット。名は、ドイツ語のTANZ（ダンス）とMUSIK（音楽）を合わせた造語。
KiSeki（2010年 - ）
ドイツのクラングシュタイン奏者ユルゲン・ハイデマンと組んだ、ニューエイジ系の実験音楽プロジェクト。ユニット名の由来は、木楽器（ヴァイオリン）と石楽器（クラングシュタイン）から引用した「木石」なる造語。
タンジェリン・ドリーム（2011年 - ）
ドイツを代表するクラウトロック・バンド。
Tukico（2013年 - ）
アコースティック・ヴァイオリンとミニマル / アンビエント・ミュージックを融合させた、ソロ名義のエレクトロニカ系テクノ・プロジェクト。
Tobias Svensson & Hoshiko Yamane（2018年）
スウェーデンの音楽エンジニア Tobias Svensson（トビアス・スヴェンソン）とのコラボ・プロジェクト。
HOSHIKO YAMANE + MAKOTO SAKAMOTO（2019年 - ）
テクノユニット「Sub human bros」のメンバーで、同じベルリン在住の日本人ミュージシャン Makoto Sakamoto（坂本真）とのコラボ・プロジェクト。
Hoshiko Yamane & Mikael Lind（2019年）
アイスランドの音楽アーティスト Mikael Lind（ミカエル・リンド）とのコラボ・プロジェクト。
Eraldo Bernocchi & Hoshiko Yamane（2020年 - ）
イタリアの電子音楽ミュージシャン Eraldo Bernocchi（エラルド・ベルノッキ）とのコラボ・プロジェクト。
Tukico & Julian Zyklus（2020年）
イタリア出身ベルリン在住の鍵盤奏者 Julian Zyklus（ジュリアン・ツィクルス）とのTukico名義コラボ・プロジェクト。

## ディスコグラフィ

### ソロ
- A Story of a Man（2017年） - EP
- MUT（2017年） - サウンドトラック
- Threads（2018年）
- Twilight（2018年） - サウンドトラックEP
- Mirage（2019年） - サウンドトラックEP
- Sketches (Stories of 100 Years Ago)（2021年）
- Reflections（2023年）

#### Tukico名義
- Regen from Ame（2015年） - SDカード
- become（2020年） - EP
- Parallel Worlds（2020年） - Julian Zyklus コラボEP
- Primitive（2020年） - 1stフルアルバム

### 連名作品
- Traumstein -夢の石-（2014年） - KiSeki（木石）名義
- Discord（2016年） - Tansik作品からのサウンドトラック
- Nakaniwa（2017年） - Duennコラボ
- Routes（2018年） - Tobias Svensson コラボ
- Fahrenheit（2019年） - Makoto Sakamoto（Sub human bros）コラボ
- Spacec In Between（2019年） - Mikael Lind コラボ
- innen（2020年） - Makoto Sakamotoコラボ第二弾
- Mujo（2020年） - Eraldo Bernocchi コラボ
- Sabi（2023年） - Eraldo Bernocchi コラボ第二弾
- Aus einer getrennten Welt（2024年） - Makoto Sakamotoコラボ第三弾

- Tansik 演目
  - Revolve（2009年）
  - Discord（2011年）
  - 〜ing（2012年）
  - discord2017（2017年）

### 提供・参加作品
- 『Fragment』（2019年） - Duenn名義のコンピレーション提供作品
- V.A.『Anthology Of Experimental Music From Japan』（2022年） - 提供
- ROTH BART BARON『8』（2023年） - 客演[10]

### タンジェリン・ドリーム

#### スタジオ・アルバム
- The Island of the Fay（2011年）
- The Gate of Saturn（2011年）
- The Angel of the West Window（2011年）
- Booster V（2012年）
- Josephine The Mouse Singer（2014年）
- Quantum Key（2015年）
- Particles（2016年）
- Quantum Gate（2017年）
- Light Flux（2017年） - エドガー・フローゼ自叙伝「TANGERINE DREAM - FORCE MAJEURE」初版の特典ボーナスEP
- Recurring Dreams（2019年） - リ・ワーク作品
- Probe 6-8（2021年） - EPミニアルバム
- Raum（2022年）

#### ライブ・アルバム
- The Gate of Saturn Live at The Lowry Manchester 2011（2011年）
- Knights of Asheville（2011年）
- Live In Budapest at Béla Bartók National Concert Hall（2012年）
- Live at Admiralspalast Berlin（2012年）
- Cruise to Destiny（2013年）
- Starmus - Sonic Universe（2013年）
- Sorcerer 2014（2014年）
- Phaedra Farewell Tour - The Concerts（2014年）
- Supernormal - The Australian Concerts 2014（2015年）
- Live at The Philharmony Szczecin - Poland（2016年）
- The Sessions I（2017年）
- The Sessions II（2018年）
- The Sessions III（2018年）
- The Sessions IV（2018年）
- Live at Augusta Raurica Switzerland 2016（2019年）